# Lissochlora alboseriata
Lissochlora alboseriata är en fjärilsart som beskrevs av W. Warren 1900. Lissochlora alboseriata ingår i släktet Lissochlora och familjen mätare. Inga underarter finns listade i Catalogue of Life.